# Vad, Maramureș

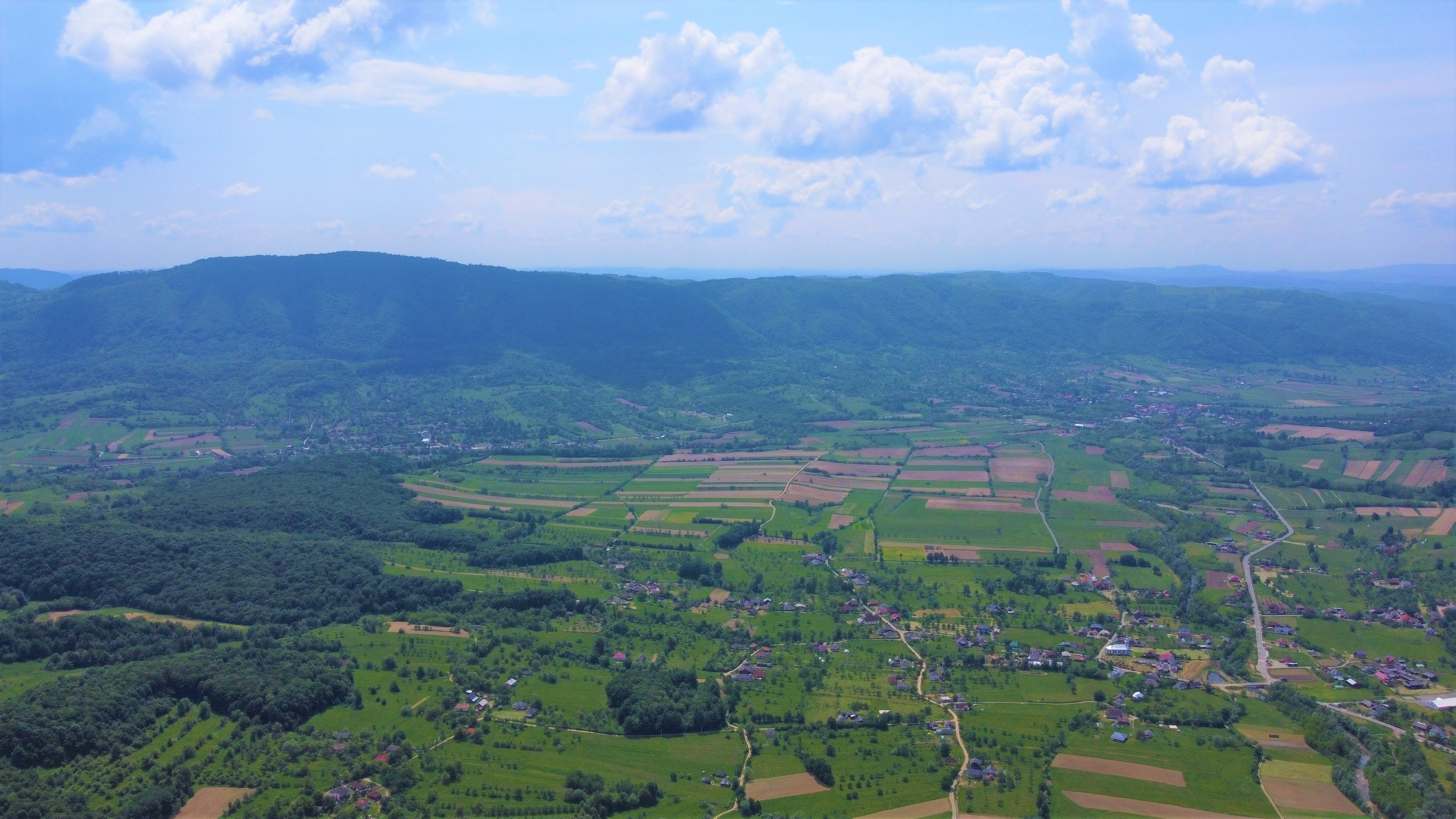

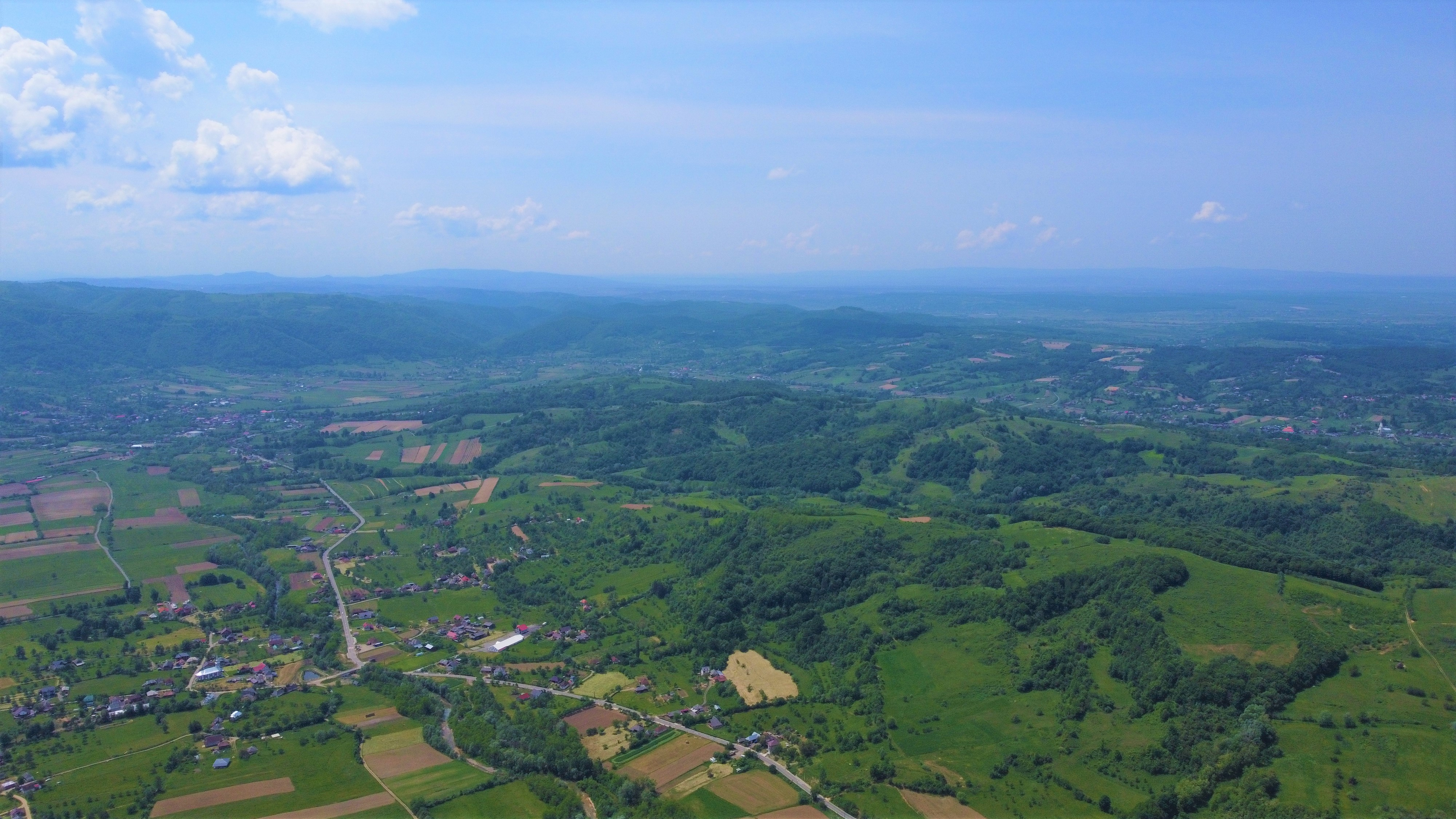

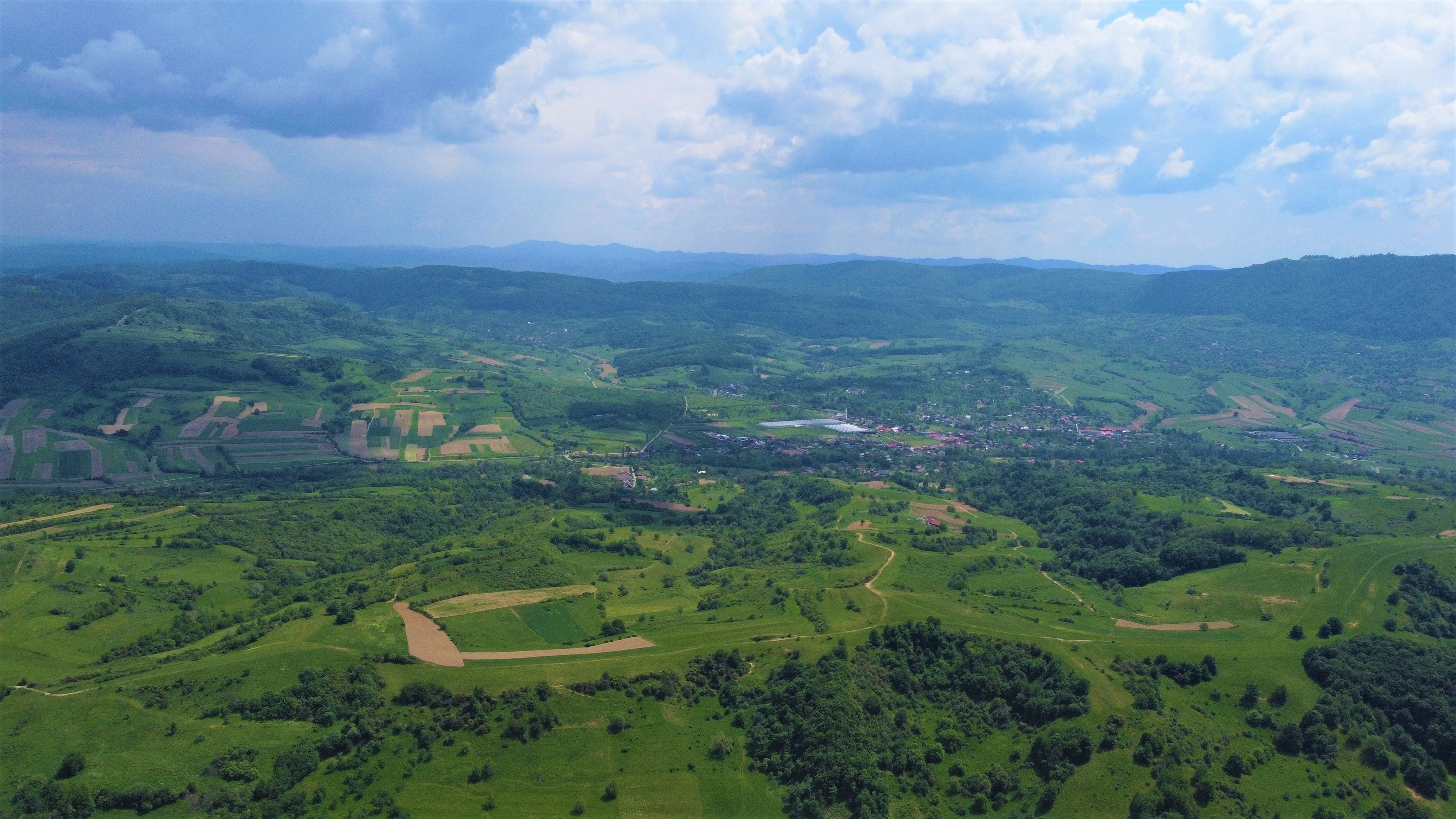

Vad este un sat în comuna Copalnic-Mănăștur din județul Maramureș, Transilvania, România. Localitatea se bucură de un peisaj minunat, munți înalți, dealuri înverzite, râu, păduri, pășuni, defilee, toate alcătuiesc una din cele mai frumoase zone ale Maramureșului.
Localitatea este situată la 1 km de centrul comunei Copalnic-Mănăștur și la mai puțin de 23 km de principalele 4 orașe, și anume: municipiul Baia Mare, orașele Baia Sprie, Cavnic și Târgu Lăpuș și la 35 km de Aeroportul Internațional Maramureș.
Este situat pe șoseaua județeană DJ 182C (Coaș - Copalnic - Copalnic-Mănăștur - Vad - Lăschia - Făurești - Șurdești)

## Istoric
Prima atestare documentară: 1424 (Rewkapolnok). 

## Etimologie
Din subst. vad „locul unde apa unui râu e mai mică, malurile sunt joase și se poate trece prin apă cu carul" < lat. vadum „vad; fundul mării". 

## Demografie
La recensământul din 2011, populația era de 342 de locuitori.